# Казаков, Николай Иванович
Никола́й Ива́нович Казако́в (Микла́й Казако́в; 15 января 1918, Кутюк-Кинер, Царевококшайский уезд, Казанская губерния — 12 февраля 1989, Йошкар-Ола, Марийская АССР) — марийский советский поэт, прозаик, переводчик, журналист, редактор. Классик марийской художественной литературы. Лауреат Сталинской премии III степени (1951). Первый народный поэт Марийской АССР (1960). Член Союза писателей СССР — самый молодой из марийских писателей в истории (в возрасте 21 года). Участник Недели марийской поэзии в Москве (1956). Участник Великой Отечественной войны. Член ВКП(б) с 1943 года.

## Биография
Родился 15 января 1918 года в д. Кутюк-Кинер (ныне Моркинский район Республики Марий Эл) в семье крестьянина. Как и многие сверстники, до поступления в школу черпал свои представления о жизни из народного фольклора, устных рассказов бывалых людей.
В 1926 году начал учиться в начальной школе родной деревни, здесь у него проявляется интерес к чтению. В 1933 году поступает учиться в Кожлаерскую 7-летнюю школу крестьянской молодёжи. Здесь он становится комсомольцем, юнкором, активно участвует в общественной жизни, в работе самодеятельного драматического коллектива (руководитель — учитель П. Н. Николаев). Этот кружок ставил пьесы основоположников марийской литературы С. Чавайна, М. Шкетана не только в школе, но и выезжал со спектаклями в соседние деревни, всегда пользуясь успехом у зрителей. Мальчик Николай посещал и литературный кружок, его стихи помещались в рукописные журналы, он читал их на литературных вечерах. После окончания 7-летней школы хотел поступить в Марийский техникум искусств в Йошкар-Оле (ныне — Марийский колледж культуры и искусств имени И. С. Палантая), но не был принят ввиду малого возраста.
В 1934—1936 годах работал литературным сотрудником редакции пионерской газеты «Ямде лий» («Будь готов»). Приглашён на работу он был сотрудником, членом редколлегии газеты З. Е. Яковлевой, которая однажды по заданию редакции посетила литературный кружок Кожлаерской школы, в который входил юный поэт. Во время работы в газете правил рукописи, давал советы юным читателям, посещал школы, писал репортажи о пионерских слётах. Оказавшись в Йошкар-Оле, он попал в самую гущу литературной жизни Марийской автономной области: познакомился с опытными писателями и поэтами, помогавшими ему в творческом росте: Василием Чалаем, Анатолием Биком, Ивуком Антоновым, Василием Фёдоровым, Олыком Ипаем, Георгием Ефрушом, Шадтом Булатом и другими, посещал литературные собрания. В эти годы он много читает, особенно произведения А. Пушкина и М. Лермонтова.
В 1936—1937 годах учился на подготовительных курсах при Марийском учительском институте, а в 1939 году окончил литературный факультет Марийского учительского института.
В 1939—1940 годах работал заведующим литературно-художественным сектором Маргосиздата (позже — Марийского книжного издательства). С 5 по 15 мая 1939 года был в Москве на курсах-конференции молодых писателей автономных республик и областей при Союзе писателей СССР. Летом 1939 года принимал участие в фольклорной экспедиции Марийского НИИ по нескольким районам Марийской АССР.
С февраля 1940 года по февраль 1946 года служил в РККА. В 1943 году принят в ВКП(б). Участник Великой Отечественной войны: окончил Владимирское пехотное училище, с началом войны прибыл в Горький для службы в 771 стрелковом полку 137 стрелковой дивизии. Был командиром пулемётного взвода 305 отдельного пулемётного батальона, лейтенант, участник обороны Москвы. Получил тяжёлое ранение в левую ногу, с февраля 1942 года проходил лечение в 3050 эвакогоспитале в Саранске. Затем до конца войны был направлен в 94 запасный стрелковый полк по подготовке резервов для действующих армий. В феврале 1946 года демобилизовался из армии и вернулся в Йошкар-Олу. Земляком поэта был гвардии полковник, герой Великой Отечественной войны Павел Ильич Курсов, который впоследствии стал инициатором создания музея в начальной школе д. Кутюк-Кинер — ныне Литературно-краеведческого музея им. Н. И. Казакова (с 1995 года). В 1985 году был награждён орденом Отечественной войны II степени.
В 1946—1948 годах был редактором журнала «Пиалан илыш» («Счастливая жизнь»). В 1947 году участвует во Всесоюзном совещании молодых писателей. В 1948—1950 годах — ответственный секретарь Союза писателей Марийской АССР, руководит здесь поэтической секцией,
Вёл общественную деятельность, в 1947—1951 годах был депутатом Йошкар-Олинского городского Совета.
В августе 1952 года стал участником творческих встреч с трудящимися Калтасинского, Мишкинского и Бирского районов Башкирской АССР.
В 1955 году окончил Московский литературный институт имени А. М. Горького. В писательском «лицее», единственном в мире многонациональном литературном вузе, Миклай Казаков обогатился знаниями, отточил своё художественное мастерство, в совершенстве овладел русским языком — языком межнационального общения, облегчившим ему знакомство с вершинами мировой литературы. Поэт с благодарностью вспоминал уроки своего учителя А. Т. Твардовского, руководившего одним из семинаров на 1-м Всесоюзном совещании молодых писателей, а также других ведущих писателей страны — К. А. Федина, В. А. Луговского, М. А. Светлова, которые тоже обучали в институте молодых литераторов.

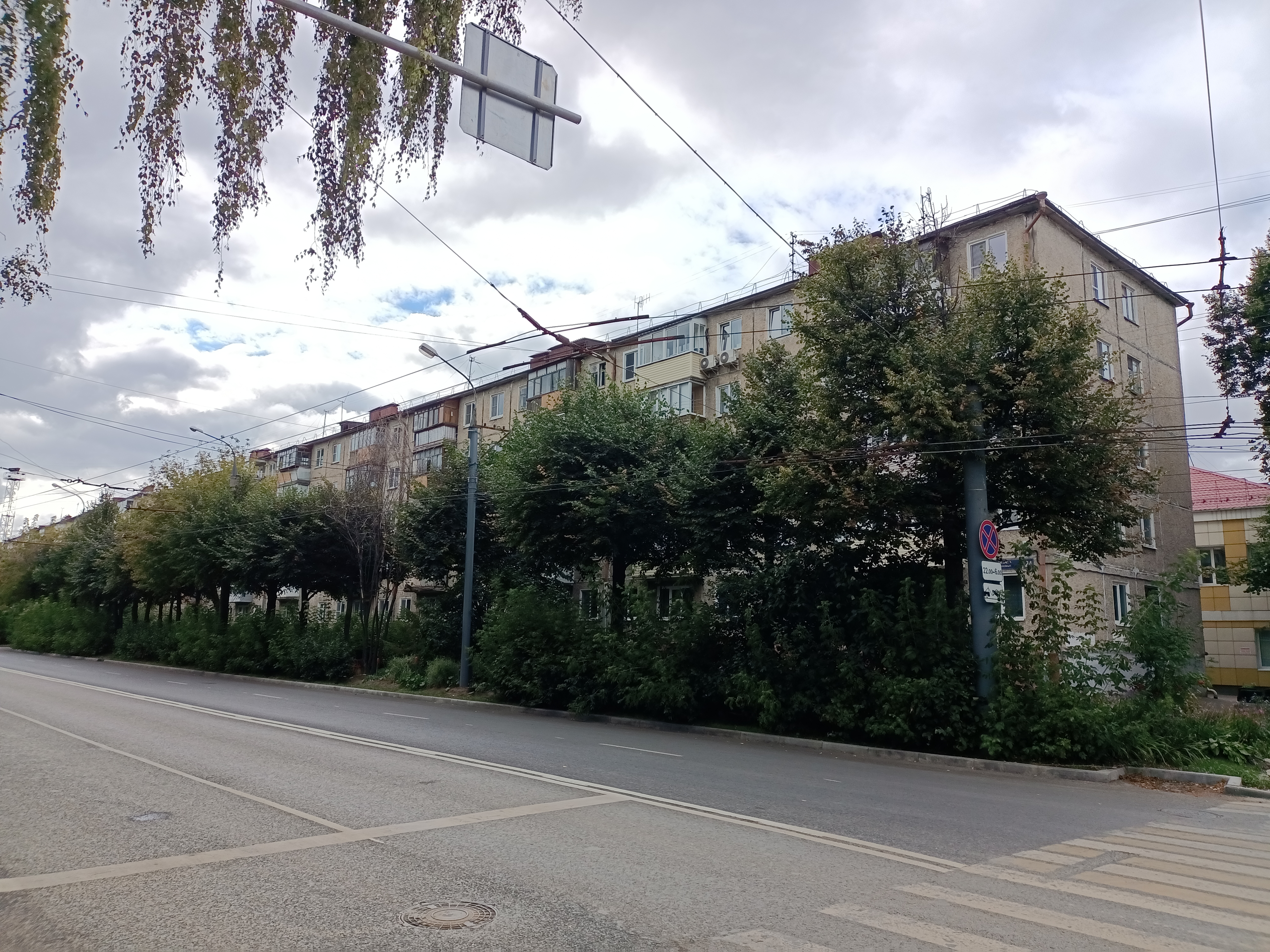
Дом в г. Йошкар-Оле (пр. Гагарина, 24), где в 1968—1989 годах жил поэт Миклай Казаков

Был редактором художественной литературы в Марийском книжном издательстве, заведующим отделом культуры республиканской газеты «Марий коммуна» («Марийская коммуна»), литературным консультантом Союза писателей Марийской АССР.
Скончался 12 февраля 1989 года после продолжительной тяжёлой болезни. Похоронен в Йошкар-Оле на Туруновском кладбище.

## Литературное творчество
Начал писать ещё будучи учеником начальной школы. Первые литературные опыты не сохранились. Впервые его стихотворение «Ленин» было опубликовано в 1933 году в журнале «Пионер йӱк» («Голос пионера», № 1, январь). Также на страницах газеты «Ямде лий» в эти годы он публикует стихи, рассказы, статьи, где изображает жизнь, учёбу и работу пионеров, высмеивая лентяев и нерадивых школьников. Начинает заниматься переводческой деятельностью: так, в газете «Ямде лий» от 14 декабря 1935 года выходит его перевод на марийский язык стихотворения Владимира Маяковского «Возьмём винтовки новые».
В годы учёбы в Марийском учительском институте совместно с О. Ипаем работал над переводами на родной язык «Моцарта и Сальери» и других «маленьких трагедий» А. С. Пушкина.
В 1938 году издан его первый сборник «Почеламут» («Стихи»). В этот сборник были включены лучшие произведения, написанные поэтом в 1935—1938 годах. Это был первый шаг в творческом росте поэта. Критика встретила этот сборник в целом положительно, правда, отметила некий схематизм, декларативность и подражательность в содержании. В стихотворениях утверждается идея советского патриотизма, «красота советской действительности». Здесь поэт выступил продолжателем традиции поэзии Маяковского, что явственно выразилось в выборе наиболее важных общественно-политических тем современности и активном публицистическом характере действительности (например, стихотворение «Страна — маяк»). Большое место в сборнике занимают стихотворения, посвящённые советским исследователями Арктики («Шмидту», «Побеждённый полюс», «Челюскинцы» и др.), где поэт воспел высокие моральные качества советских людей, волевое начало их деяний. Так, в основу стихотворения «Шмидту» (1937) легли личные впечатления от встречи с О. Ю. Шмидтом, который выступал перед своими избирателями в Йошкар-Оле. В стихотворениях-маршах, написанных к 1 мая («А завтра ещё лучше!», «Майский марш», «Праздничный марш» и др.), поэт передал радостное настроение, светлую веру в будущее Страны Советов, идущей к коммунизму. В ряде стихотворений поэт напомнил о необходимости быть бдительным к проискам врагов советской страны, здесь присутствует образ зоркого часового, олицетворяющего советских пограничников и вооружённые силы Страны Советов (стихотворения «Сволочи», «Проклятая банда», «Враг в новом обличии», «Наш ответ»). Ряд стихотворений сборника посвящён памяти борцов за свободу, на торжество дела, начатого Великим Октябрём, выдающихся деятелей партии, великих художников слова, замечательных советских людей, чьи образы будут служить примером для будущих поколений (С. М. Кирова, В. В. Куйбышева, С. Лазо, дипломата Войкова, Н. Островского, В. В. Маяковского и др.). Из этого цикла «Сергей Миронович» и «Сергей Лазо» являются лучшими, впоследствии включёнными в школьные хрестоматии. В сборнике поэтическое новаторство М. Казакова развивалось в борьбе против абстрактности и декларативности марийской поэзии (Николай Тишин и Епрем Содорон). Здесь он активно использовал гиперболические образы, смелые олицетворения, сравнения и метафоры, стремится расширить марийский литературный язык за счёт русских заимствований. В целом первый сборник свидетельствовал о плодотворности учёбы Казакова у Маяковского.
С 1939 года в творчестве Казакова начался второй период, продолжавшийся до начала Великой Отечественной войны (сборники 1940 года «Отважный комсомол» и «Жить весело»). В своих стихах поэт стремился осмыслить советскую действительность, изобразить нового человека, воспитанного в духе дружбы, уважения к культурным традициям всех народов мира. Характерной чертой стихотворений здесь стало жанровое разнообразие и богатство художественных приёмов. Поэт продолжил разрабатывать тему социалистической Родины, советского патриотизма, пролетарского интернационализма, но уже иными поэтическими средствами, глубже и осмысленнее («Сталинская Москва», «Поезд», «Песня о Конной Армии», «У великой могилы», «26 комиссаров», «Валерию Чкалову», «Расстрел партизана», «Том Муни», «Тарагона»). Он ярче и убедительнее раскрывал советскую действительность (стихотворения «У рыбного озера», «На берегу Илети»), лучше показывал новые моральные качества советских людей («Проводы», «Жених не по сердцу», «Рассказ героя», «Девичья песня»), богаче и правдивее его любовные стихотворения («Память остаётся», «Возлюбленной», «Мой привет отнесите», «Я жду» и др.). Он посвятил стихотворения выдающимся поэтам братских народов Шота Руставели, Тарасу Шевченко, Акакию Церетели, Пушкину, Габдулле Тукаю, Константину Иванову, а также великим поэтам мировой литературы Гёте, Шиллеру, Байрону. Заметным шагом а деле расширения тематики марийской поэзии стали путевые стихотворные очерки Казакова — цикл «Крымский дневник» («Гречанка», «Шторм», «До свидания, Крым!», «Пушкин в Крыму», "Фонтан «Лунная ночь»), «Памятник Чкалову». Сборник стихотворений «Жить весело» адресован детской аудитории.
Член Союза писателей СССР с 1939 года в возрасте 21 года — самый молодой из марийских писателей.
В годы Великой Отечественной войны поэт выпустил сборники «В огне» и «На нашей улице праздник», написал ряд стихотворений для дивизионной газеты, публицистические статьи и рецензии, напечатанные в альманахе «Родина верч» и газетах Марийской АССР. В них есть следы описательности, пересказа событий, но в то же время они сохранили свою поэтическую свежесть, неподдельное чувство, героический пафос. В них поэт воспел героизм советских солдат, пользуясь жанром стихотворного очерка («Андрей Вершинин», «На Берлин», «Герой пулемётчик» — о подвиге Героя Советского Союза В. С. Архипова, «Иван Сивко», «Партизанка Людмила» и др.), нарисовал страшные картины фашистских зверств в отношении мирных жителей («Рассказ старухи», «Убийцы», «Так — им всем» и др.). Многие стихотворения выполняли большую общественную функцию, служили своеобразной памяткой бойцу («Отступать некуда!», поэмы «Народам Европы», «Отступник» и др.). В стихотворениях военных лет поэт большей частью выступал как участник или очевидец великих событий: здесь видны тонкое понимание психологии бойца, правдивость батальных картин.
После войны выпустил несколько поэтических книг (например, «Волгыдо кече» — «Светлый день», 1948), написал поэмы для детей («Ме Москвашке мийышна» — «Мы были в Москве»), выступал в республиканской печати со статьями о насущных задачах марийской поэзии. В стихотворениях этого периода выражены чувства и мысли воина-победителя, снова возвратившегося к мирному созидательному труду («Пусть прославится», «Победившему товарищу», «Парад Победы», «Крылатый человек», «После войны» и др.). Поэт стремился поддержать всё то положительное, что появлялось в послевоенной жизни: электрификация колхозных деревень («Лампочка Ильича», «До утренней зорьки звенят соловьи…»), рост родной столицы («Йошкар-Ола»), развитие шелководства в Марийской республике («Шелководка») и др. В послевоенной поэзии он развивал лучшие стороны своей военной лирики: обращение к герою или читателю, тщательный отбор нужных слов, простота и ясность поэтических средств, богатое использование фольклора, тяготение к эпическому изображению жизни. Зачастую он обращается к личным впечатлениям от поездок в родные места, связанные с историческими лицами и событиями («Поющее дерево», «У Нижегородского кремля», «В родной деревне», «Пчелиный городок», «Онар», «Нуженал» и т. д.). В это же время написано одно из лучших стихотворений поэта на тему советского патриотизма — «Мый Москвашке каем» («Я иду по Москве») в переводе Михаила Матусовского. Здесь Казаков выразил патриотическую гордость марийского народа, ставшего благодаря ленинской национальной политике полноправным членом великой семьи народов СССР. Свой поэтический пантеон поэт пополнил стихотворениями, посвящёнными Н. А. Некрасову, Низами, народной артистке Марийской АССР П. А. Смирновой, В. И. Ленину («В мавзолее»). В целом в послевоенный период Миклай Казаков по праву встал в один ряд с многочисленными представителями братских литератур Советского Союза, произведения которых составляют актив многонациональной советской литературы.
В 1950 году издательство «Советский писатель» выпустило сборник «Поэзия — любимая подруга», за который Миклаю Казакову, единственному в истории марийской литературы, присуждена Сталинская премия III степени в области литературы и искусства (1951).
В послевоенный период он обращался к другим жанрам литературы. Изданы сборник рассказов для детей, книги воспоминаний, полемических статей. М. Казаков перевёл на марийский язык сборник стихов Р. Бёрнса, произведения А. С. Пушкина, М. Ю. Лермонтова, Н. А. Некрасова, В. В. Маяковского, А. А. Суркова, А. Т. Твардовского, М. В. Исаковского, Т. Г. Шевченко, А. Р. Церетели, К. Л. Хетагурова, Низами, А. Навои, М. Джалиля, Г. Тукая, Я. Г. Ухсая, М. Карима, Л. Украинки и других авторов.
Произведения самого М. Казакова переводились на многие языки народов СССР и мира, публиковались в Венгрии, Чехословакии, Италии. Всего издано около 40 книг поэта.

На русский язык произведения М. Казакова переводились такими известными советскими поэтами-переводчиками, как Михаил Светлов, Михаил Матусовский, Сергей Поделков, Павел Железнов, Александр Ойслендер, Павел Шубин, Эзра Левонтин, Алексей Смольников, Владимир Костров, Виктор Щёпотев, Борис Иринин, Борис Сиротин, Марк Шехтер, Анатолий Аквилёв и др., а также марийскими поэтами-переводчиками Владимиром Пановым, Анатолием Мосуновым и др. Благоприятной почвой для подобного взаимодействия стало творческое общение, дружба с чувашскими, мордовскими, карельскими, башкирскими литераторами, знакомство с русской советской поэзией, оказавшими существенное воздействие на развитие его таланта. Позже сам поэт вспоминал:
«Старшие товарищи учили нас творческому труду, стремились передать свой опыт, помогали добрыми советами. и мы по мере сил и способностей старались оправдать доверие родного народа… Наши предшественники любили родной фольклор, хорошо знали литературу братских народов, и прежде всего — русского народа. Да и их первые творческие шаги начались именно с переработки народных песен, легенд, преданий — а также с перевода произведений других литератур».
В своём творчестве развивал традиции, заложенные С. Чавайном, Шабдаром Осыпом, Олыком Ипаем.

### Поэма «Марийская АССР» (1939)
В 1939 году Миклай Казаков написал самое значительное своё произведение о жизни Марийской республики — поэму «Марийская АССР». На русский язык поэма была переведена поэтом-переводчиком Э. Левонтиным и опубликована в сборнике «Марийские писатели» (Маргосиздат, 1941). Первый набросок к созданию поэмы — стихотворение 1938 года «Письмо Сталину». Поэма не имела какого-либо определённого сюжета, отличалась свободной лирической композицией: здесь внутренне-логически возникают образы и мысли автора, порождённые крупнейшими событиями в жизни страны. Поэт хотел воспеть успехи родной республики, её социалистическое преобразование в дружной семье братских республик. Свой замысел он воплотил средствами публицистической поэзии. Обобщённо-метафорическое изображение дала здесь поэту возможность свободно объединять в одном небольшом произведении все разнообразные стороны жизни республики: историческое прошлое народа, испытавшего социальный и национальный гнёт со стороны татарских ханов, русских помещиков, марийских кулаков; участие марийцев в крестьянских войнах под предводительством Разина и Пугачёва; борьба марийского народа за победу Великой Октябрьской революции; его участие в социалистическом строительстве; рост сельского хозяйства, промышленности, материального благосостояния, культуры на годы пятилеток. Поэма — яркий пример публицистической лирики: убедительные, выразительные детали, ёмкие образы помогли раскрытию идейного замысла, свободный переход от одного предмета к другому, широкий охват картин действительности был достигнут экономными образными средствами. Говоря о прошлой тяжёлой жизни народа, поэт использовал удачный образ: «у кучки богачей на скирдах растут берёзы, у бедняка же нет краюхи хлеба». Для всего произведения характерен приём сопоставления старого и нового, контраста между печальной долей трудящегося человека в прошлом и его современной счастливой жизнью. Это приём позволил поэту раскрыть грандиозный скачок, проделанный марийским народом за короткий исторической срок, в братской семье народов СССР. Казаков уместно использовал здесь сказочные образы, народные легенды, а также обратился к саркастической иронии там, где говорил о так называемых «пророчествах» дореволюционных буржуазных учёных о том, что марийский народ должен выродиться через пятьдесят лет:
Трахома, малярия, тиф сыпной —
Навек исчезли, словно сон дурной!
И силой напоённой богатырской,
Во весь свой рост встаёт народ марийский!
Такое переосмысление старой легенды для изображения новой жизни народа придало поэме национальный колорит и больший художественную убедительность.
В своей поэме автор воспел успехи родного народа, который жил только интересами строительства коммунистического общества. Мотив благодарности русскому народу, партии является основным идейным стержнем всей поэмы. Эта мысль выражена, например, здесь:
Настал Октябрь. И вольным стал народ.
Века мы ждали, веруя в спасенье, —
И русский брат принёс освобожденье!
Сам Ленин автономии декрет
Нам подписал, — и, радостью согрет,
Народ марийский, со Страною вместе,
Пошёл путём — борьбы, труда и чести!
В этой поэме Миклай Казаков воспел успехи родной Марийской республики и поэтически выразил патриотические мысли и чувства своего возрождённого народа, его социальный оптимизм, его веру в светлое будущее.

## Оценки творчества
В прозвучавшем на II республиканской конференции писателей отчёте о работе Оргкомитета Союза писателей Марийской АССР с 1 июня 1939 по 1 декабря 1940 года писатель С. Николаев дал характеристику творчеству молодого поэта М. Казакова (цикл стихотворений «Из крымского цикла», поэма «Марийская АССР», стихотворения «Пушкину», «Шевченко» и др.), сказав, что отличительными чертами его произведений являются широта тематики, глубина идеи, серьёзная работа над образами и творческое искание нового. В своих стихотворениях М. Казаков откликался на все знаменательные и политические события, много писал на тему советского патриотизма. В некоторых стихотворениях чувствовалось влияние А. С. Пушкина. Отмечал С. Николаев и слабые, на его взгляд, стороны творчества молодого марийского поэта: местами схематичные, декларативные строки, малое количество сюжетных стихов, риторика, подражательства русским поэтам, заключающиеся в прямом использовании отдельных слов, терминов, форм, построении стиха и отдельных образов, редкое использование фольклора.

Современник М. Казакова, народный марийский поэт Г. Матюковский высоко оценивал его творчество, говоря о том, что широк его и тематический, и жанровый, и видовой диапазон: общественно-политические стихотворения, любовная, пейзажная, философская лирика. Также он признавал стихотворения «Весь огонь своей души», «Мой привет отнесите», «Звезда с звездою встретится», «Со многими встречался я», «Озаряй меня», «„Полюблю я“, „Неожиданная радость“, „Навестим юные годы“ шедеврами марийской лирики». По мнению Г. Матюковского, основой творчества М. Казакова являются активная гражданская позиция, утверждённая всей его жизнью, беспрерывное освоение законов искусства и литературного мастерства, изучение мировой поэтической культуры, широкая эрудиция, плодотворный творческий труд. Творчество поэта было широко признано ещё при его жизни:
«Его поэзия завоевала широкую популярность у всесоюзного читателя, перешагнула границы других стран, вошла во все хрестоматии марийских школ, имя поэта ставится критикой в один ряд с классиками марийской литературы». 
 Во вступительной статье «Певец дружбы народов» к итоговому сборнику стихотворений М. Казакова «Избранное» А. Власенко прослеживает эволюцию творчества поэта, говоря о том, что особенность его творчества заключается в том, что лирическое и публицистическое начала в его поэзии сливаются воедино. Творческое развитие поэта шло в направлении всё более глубокого постижения чувств и действий лирического героя, от прямого воспроизведения факта — к его образной и психологической сути, от пересказа событий — к их поэтическим обобщениям. Отсюда — и нежность, песенная интонация стихотворений М. Казакова.
Исследователь Н. С. Кадыков в монографии «Поэзия Миклая Казакова» (1960) определил его стихотворное творчество как гражданскую лирику, в которой общественное и личное выступают в органическом единстве. Для поэзии Казакова характерны: тесная связь с народом, глубоко личное переживание мыслей и чувств людей, находящихся на переднем крае коммунистического строительства, умение осмыслить явления современности с точки зрения задач будущего и неустанное совершенствование поэтического мастерства.

О творчестве М. Казакова в своё время тепло отзывались М. А. Светлов, М. Л. Матусовский, А. А. Фадеев, А. Т. Твардовский, С. А. Поделков. Так, А. А. Фадеев в один ряд с самыми известными советскими поэтами послевоенного поколения поставил и Миклая Казакова:
В развитии поэзии, наряду со старшими поколениями, теперь всё большую роль начинают играть поколения средние — не столько по возрасту, сколько по времени вступления в большую поэтическую жизнь… Твардовский, Симонов, Михалков, Яшин, Алигер, Берггольц, Грибачёв, Сергей Смирнов, Малышко, Воронько, Олейник, Аркадий Кулешов, Танк, Г. Абашидзе, И. Нонешвили, Сильва Капутикян, Геворг Эмин, Межелайтис, Смуул, Вааравнди, Имерманис, Турсун-Заде, Миршакар, Ергалиев, Мирмухсин, Ахмед Джамиль, Кара Сейтлиев, Сибгат Хаким, Мустай Карим, Расул Гамзатов, Миклай Казаков, — они и их талантливые сверстники во многом определяют состояние поэзии в наши дни. Тем большие требования мы должны к ним предъявлять. 

## Основные произведения
Основные произведения Миклая Казакова на марийском языке и в переводе на русский и другие языки.

### На марийском языке
- Почеламут сборник (Стихи). — Йошкар-Ола, 1938.
- Илаш весела: йоча почеламут-шамыч (Жить весело: стихи для детей). — Йошкар-Ола, 1940.
- Отважный комсомол: почеламут-влак (Стихи). — Йошкар-Ола, 1940.
- Тул коклаште: почеламут-шамыч (В огне: стихи). — Йошкар-Ола, 1943.
- Марий калыклан (Публицистический очерк) // Родина верч. № 1.
- Мемнан уремыште пайрем: почеламут сборник (На нашей улице праздник: сборник стихов). — Йошкар-Ола, 1945.
- Лирический тетрадь гыч // Марий альманах. 1946. № 1 (17).
- Волгыдо кече: почеламут сборник (Светлые дни: сборник стихов). — Йошкар-Ола, 1948.
- Ме Москвашке мийышна: йоча-шамычлан поэма (Мы были в Москве: поэма для детей). — Йошкар-Ола, 1948.
- Поэзий: ойырен налме почеламут ден поэма-шамыч (Избранные стихи и поэмы). — Йошкар-Ола. 1951.
- Пелед, чаплане, Украина! // Марий коммуна. 1954. 15 мая.
- Шочмо-кучмо мландем (стих.) // Ончыко. 1956. № 5.
- Чевер шошо: йоча-влак почеламут сборник (Прекрасная весна: стихи для детей). — Йошкар-Ола, 1957.
- Шӱмбел мландем: почеламут-влак (Земля родная: стихи). — Йошкар-Ола, 1962.
- Ший оҥгыр: почеламут-влак (Серебряный колокольчик: стихи). — Йошкар-Ола, 1964.
- Шинчаваш ончен: почеламут-влак, поэма (С глазу на глаз: стихи, поэма). — Йошкар-Ола, 1965.
- Эрикын каникулжо: повесть (Каникулы Эрика). — Йошкар-Ола, 1966.
- Шӱм теҥыз: почеламут влак (Море сердца: стихи). — Йошкар-Ола, 1968.
- Мӱндыр мландыште: йоча почеламут-влак (В стране далёкой: стихи для детей). — Йошкар-Ола, 1972.
- Тыгерак ме кушкына: почеламут-влак (Так мы растём: стихи). — Йошкар-Ола, 1970.
- Корно ӱжеш: почеламут, муро, мыскара (Дорога зовёт: стихи, песни, юмор). — Йошкар-Ола, 1972.
- Оксина: ойлымаш-влак (Аксинья: рассказы). — Йошкар-Ола, 1976.
- Лирика: почеламут-влак (Стихи). — Йошкар-Ола, 1977.
- Эх, Ивукшат!: йоча илыш гыч (Эх, Ванюшка!: из жизни детей). — Йошкар-Ола, 1979.
- Мемнан пӱрымаш: почеламут-влак (Наша судьба: стихи). — Йошкар-Ола, 1988.
- Йӧратыме поэзий йолташем: поэма, почеламу-влак (Поэзия — любимая подруга: поэма, стихи). — Йошкар-Ола, 2003.

### В переводе на другие языки

#### На русском языке
- Марийская АССР (поэма). Пер. с марийск. Э. Левонтина / Марийские писатели. — Йошкар-Ола, 1941. — С. 3—7.
- Мой привет отнесите. Салам (стихи). Пер. с марийск. Э. Левонтина // Альманах молодых писателей. — М., 1947. — С. 310—311.
- Марийской женщине (стихи). Пер с марийск. Э. Левонтина // Марийская литература. — Йошкар-Ола: Маргиз, 1949.
- Светло (стихи). Пер. с марийск. М. Матусовского // Литературная газета. 1950. 21 января.
- Три стихотворения: Я иду по столице, Песня о шелководке, Разговор с учёным (пер. с марийск. М. Матусовского, Н. Милованова) // Дружба народов. 1950. № 3. С. 140—141.
- Поэзия — любимая подруга: стихи. — М., 1951.
- Жених не по сердцу / Сатира и юмор. — М.: «Искусство», 1951. — С. 188—190.
- Первомай (стихи). Пер. с марийск. В. Щёпотева // Известия. 1951. 1 мая; Комсомольская правда. 1951. 1 мая.
- Из новых стихов. Пер. с мар. С. Поделкова // Октябрь. 1952. кн. 10, с. 133.
- Избранные стихи. — М., 1952.
- Детям: стихи / пер. на русский А. Мосунова. — Йошкар-Ола, 1959.
- Крылатый человек (стихи), пер. с марийск. П. Шубина // Сталинский сокол. 1959. С. 2.
- Избранное: стихи. — Йошкар-Ола, 1960.
- В стороне моей марийской. — М., 1968.
- Так мы растём: стихи / пер. на русский А. Мосунова и В. Новикова. — Йошкар-Ола, 1971.
- Дорогой жизни: стихи и поэмы. — Йошкар-Ола, 1975.
- Лесные напевы: стихи / пер. на русский Б. Сиротина. — М.. 1976.
- Каникулы Эрика: повесть / пер. на русский В. Муравьёва. — М., 1977.
- Стихи / пер. на русский Б. Сиротина // Между Волгой и Уралом. — Ижевск, 1977. — С. 277—281.
- Поющее дерево: стихи. — М., 1978.
- Стихи / пер. на русский В. Панова // Дружба. — Йошкар-Ола, 1981. — С. 7—9.
- В стороне моей марийской: стихи. — Йошкар-Ола, 1982.
- Стихи / пер. В. Матвеева, М. Светлова, П. Шубина // Между Волгой и Уралом. — Саранск, 1982. С. 57-58.
- Избранное: стихи и поэмы. — М., 1984.

#### На мордовском языке
- В стороне моей марийской: Стихи / Пер. И. Девина. — Мокша, 1960, № 5, с. 95.
- День рождения Ильича: Стихи. — Мокша, 1963, № 2, с. 62.
- Золотое яблоко: Стихи / Пер. П. Торопкина. — Мокша. 1958, № 4, с. 94.
- Из лирики: Стихи / Пер. С. Платонова. — Сятко, 1972, № 4, с. 42.
- Костёр свободы: Стихи. — Эрзянь правда, 1977, 13 авг.
- Край родной; Девушка-марийка; Эх вы, птицы, птицы; Два богатыря: Стихи / Пер. И. Девина. — Мокша, 1978, № 1, с. 45—46.
- Люби Родину: Стихи / Пер. И. Девина. — Мокшень правда, 1960, 24 июня.
- Мой орденоносный народ; Не напрасно в песнях плакал: Стихи. — Сятко, 1970, № 3, с. 65—66.
- Ленин с нами: Стихи / Пер. И. Девина. — Мокша, 1969, № 5, с. 35—36.
- Птичье озеро: Стихи / Пер. С. Кинякина. — Мокша, 1972, № 4, с. 65—66.
- Сердечная песня: Стихи / Пер. Н. Эркай. — Сурань толт, 1960, № 4, с. 5.
- Цикл стихов о Саранске / Пер. С. Кинякина. — Мокшень правда, 1973, 9 июня; Мокша, 1973, № 4, с. 60.
- Я не глядел в твои глаза: Стихи. — Эрзянь правда, 1972, 11 нояб.

#### На удмуртском языке
- Золотое яблоко: Стихи / Пер. А. Клабукова. — Сов. Удмуртия, 1958, 27 авг.
- Ленин с нами: Стихи / Пер. Г. Сабитова. — Молот, 1969, № 9, с. 19.
- Мать, любимая земля!: Стихи / Пер. В. Романова. — Сов. Удмуртия, 1980, 18 окт.
- На земле моркинской: Стихи / Пер. А. Романова. — Сов. Удмуртия. 1980, 18 окт.
- Привет тебе, Чебоксары: Стихи / Пер. П. Поздеева. — Молот, 1972, № 2, с. 50.
- Родная земля: Стихи / Пер. А. Лужанина. — Сов. Удмуртия, 1961, 24 нояб.
- Твой голос: Стихи / Пер. К. Ломагина. — Сов. Удмуртия, 1964, 30 июля.

#### На коми языке
- Поющее дерево: Стихи / Пер. А. Ванеев. — Югыд туй, 1965, 21 авг.

#### На чувашском языке
- Близкий друг: Стихи / Пер. Н. Сандрова. — Ялав, 1972, № 1, с. 6.
- Долг; У Нижегородского кремля: Стихи / Пер. Г. Орлова. — Ялав, 1977, № 6, с. 19.
- Землякам: Стихи / Пер. Н. Евстафьева. — Ялав, 1972, № 5, с. 5.
- Константин Иванов: Стихи. — Ялав, 1948, № 4, с. 23.
- Крылатая песня; Землякам; Разговор с Чавайном: Стихи / Пер. Н. Евстафьева. — Ялав, 1965, № 11, с. 19.
- Мать: Стихи / Пер. С. Шавлы. — Коммунизм ялаве, 1971, 21 февр.
- Мой дорогой сосед; Слово матери; «Чуваши и мари — братья…»: Стихи / Пер. Г. Орлова. — Ялав, 1978, № 1, с. 23.
- Наш барабанщик: Стихи / Пер. А. Алга. — Ялав, 1972, № 4, с. 28.
- На берегу Илети: Стихи / Пер. В. Харитонова. — Таван Атал, 1974, № 1, с. 35.
- Певец птиц: Басня / Пер. Н. Евстафьева. — Капкан, 1959, № 19, с. 7.
- Песня дружбы: Стихи / Пер. Н. Прокопьева. — Коммунизм ялаве, 1958, 9 июля.
- Поэзия — любимая подруга; Скрипнули ворота…; Жених не по сердцу; Я жду!: Стихи / Пер. А. Алга. — Ялав, 1951, № 4, с. 16.
- Привет тебе; Светлые Чебоксары; Я иду по столице: Стихи / Пер. Н. Евстафьева. — Коммунизм ялаве. 1964, 1 нояб.
- Слово моркинского марийца; Свидание: Стихи / Пер. А. Алга. — Ялав, 1970, № 12, с. 17.
- Стройная в зелёном наряде…; Привет тебе, сосед мой Чебоксары; Июнь распряг огненного огня; Утомлённая солнцем белая чайка: Волжские сонеты. — Ялав, 1964, № 11, с. 26.

#### На татарском языке
- Гори, маяк свободы!: Стихи / Пер. К. Даян. — Кызыл тан, 1960, 4 нояб.
- Золотое яблоко: Стихи / Пер. З. Мансур. — Совет эдэбияты, 1958, № 8, с. 53—54.
- Казани: Стихи / Пер. Г. Рахим. — Соц. Татарстан, 1974, 22 дек.
- Коммунизм непобедим; Мой привет отнесите!: Стихи / Пер. А. Атнабая, Ш. Бикол. — Кызыл тан, 1952, 8 авг.
- Лампочка Ильича: Стихи / Пер. М. Садри. — Пионер, 1955, № 2, с. 15.
- Лиса и гусь: Рассказ \ Пер. Ф. Юмагузина. — Кызыл тан, 1970, 26 марта.
- На лесной дороге: Стихи / Пер. З. Нури. — Азат хатын, 1961, № 11, с. 15.
- Пароход «Тукай»: Стихи / Пер. З. Нури. — Соц. Татарстан, 1961, 25 апр.
- Песня об Октябре; С тобой: Стихи / Пер. А. Давыдова. — Совет эдэбияты, 1954, № 8, с. 46—47.
- Поющее дерево: Стихи / Пер. З. Нури. — Совет эдэбияты, 1961, № 5, с. 38—39; Пионер, 1955, № 2, с. 15.
- Родная земля — марийская земля: Стихи / Пер. С. Шакир. — Соц. Татарстан, 1972, 19 нояб.

#### На башкирском языке
- Йошкар-Ола: Стихи / Пер. К. Даяна. — Эдеби Башкортостан, 1959, № 12, с. 12.
- На берегу лебединого озера; Я жду: Стихи / Пер. Я. Колмой. — Эдеби Башкортостан, 1960, № 11, 47.
- Сказка о лисе и гусе / Пер. Ф. Юмагузина. — В кн.: С берегов Илети. Рассказы марийских писателей. Уфа, 1970, с. 29—34.

#### На бурятском языке
- В стороне моей марийской: Стихи / Пер. Ц.-Д. Дондоковой. — Буряад унэн, 1972, 24 марта.

#### На тувинском языке
- В стороне моей марийской: Стихи / Пер. Б. Ховенмей. — Шын, 1972, 20 янв.

#### На якутском языке
- Гори: Стихи / Пер. И. Федосеева. — Кыым, 1954, 31 окт.
- Лампочка Ильича: Стихи / Пер. В. Алданского. — Хотугу сулуе, 1965, № 4. с. 8.

#### На украинском языке
- Ласточки весной: Стихи / Пер. Н. Данько. — Винницька правда, 1976, 13 авг.
- Осенние мотивы: Стихи / Пер. С. Зинчук — В кн.: Созвездие. Стихи и рассказы писателей братских народов Советского Союза. Вып. 1. Киев, 1967, с. 51.
- Песня об Октябре: Стихи / Пер. Т. Моченко. — В кн.: Литературно-эстрадный сборник из произведений лауреатов Сталинской премии за 1950 год. Киев, 1952, с. 37—38.
- Прометей: (Отрывок из стихотворения «Великий Кобзарь») / Пер. С. Тельнюк. — Лит. Украина, 1964, 6 марта.
- Я иду по столице…: Стихи / Пер. Ф. Скляр. В кн.: Созвездие. Стихи и рассказы писателей братских народов Советского Союза. Киев, 1972, с. 39.

#### На азербайджанском языке
- Дружеская встреча: Стихи / Пер. Ю. Гасанбск. — Баку, 1972, 18 дек.
- Низами: Стихи / Пер. Ю. Гасанбск. — Адабият ве инджесенет, 1973, 12 авг., с. 3

#### На латышском языке
- Да, пятьдесят, пятьдесят уже стукнуло: Стихи / Пер. У. Крастс. — Падомью Вента, 1970, 7 нояб.

#### На литовском языке
- В день праздника: Стихи / Пер. В. Щепотева. — Неменчине, 1952. 1 мая.
- Первомай: Стихи. — Швенчёнис, 1952, 1 мая.
- Эпиграммы. — Шлуота, 1980, № 20, с. 13.

#### На эстонском языке
- И крушина ломкая цветёт…: Стихи / Пер. В. Вилланди. — Рахва Хяэль, 1970, 19 дек.
- Я иду по столице: Стихи / Пер. З. Ивановой, А. Куреннит. — Эдази, 1978, 24 сент.

#### На венгерском языке
- Стихи / пер. на венгерский П. Иштвана // Новый мир. Будапешт, 1954. № 12, С. 16
- У Горьковского Кремля: Стихи / Пер. Золтана Йекея; Я жду / Пер. Марии Вайк. — В кн.: Роконаинк элете а совет униобан (Жизнь наших сородичей в Советском Союзе). Будапешт, 1955, с. 295.
- Стихи / пер. на венгерский Золтана Йекея, Габора Девечери, Л. Сабо, Ласло Кардоша, Деже Тандори // Медвеёнок. Антология литератур финно-угорских народов СССР. Будапешт, 1975. С. 747—752.

## Литературно-критические работы
Список литературно-критических работ М. Казакова:

### На марийском языке
- Марий поэзий нерген ик-кок мут // Рвезе коммунист. — 1939. — 9 июнь.
- Кушмаш корнышто (М. Майнын «Клятва» сборникше нерген) // Родина верч. — 1943. — № 1. — С. 113—124.
- Элмар Васлийын «Ончыко» почеламут-шамыч сборникше нерген // Родина верч. — 1943. — № 3.
- Осмин Йыванын поэзийже нерген икмыняр замечаний // Родина верч. — 1944. — № 5.
- Марий поэзийыште мо ок сите? // Марий коммуна. — 1946. — 28 апреля.
- Мо ок сите? // Марий коммуна. — 1948. — 28 май.
- Мемнан ыштынаш кугу пашана // Марий коммуна. — 1948. — 27 июнь.
- Почеламутым кузе возаш (тӱҥалше авторлан вашмут) // Ончыко. — 1955. — № 4.
- Марий калыкын куну писательже (С. Г. Чавайн) // Марий коммуна. — 1956. — 3 август.
- Ф. И, Масловын творческий пашажлан 25 ий // Ончыко. — 1956. — С. 93—96.
- Я. А. Элексейн // Я. Элексейнын «Ойлымаш ден повесть-влак» сборникысе ончылмут. — Йошкар-Ола: Маркнигоиздат, 1956. — С. 3—7.
- Марий поэт Олык Ипай // Марий коммуна. — 1957. — 22 февраля.
- Йыван Кырля поэзийже // Й. Кырлян «Шочмо кече» почеламут книгасе ончылмут. — Йошкар-Ола: Маркнигоиздат, 1957. — С. 3—6.
- Кызытсе марий поэзий икмыняр мут // Ончыко. — 1958. — С. 75—79.
- Литература ден илыш // Марий коммуна. — 1958. — 14 июнь (совместно с Й. Осмином)
- Мастарлык — писательын вийже // Ончыко. — 1959. — № 2.
- Мастарлык верч: лит.-крит. статья-влак (За мастерство). — Йошкар-Ола, 1960. — 84 с.
- Шонымо ой: статьи, рецензии, шарныма-влак (Размышления: ст., рец. воспоминания). — Йошкар-Ола, 1973. — 144 с.
- Поэтын поянлыкше: статьи, рецензии, шарнымаш (Сила поэта: статьи, рецензии, воспоминания). — Йошкар-Ола, 1984. — 140 с.
- «Тул волгенчыла штык модын…»: о творчестве Ф. И. Маслова // Арслан тукым. — Йошкар-Ола, 1985. — С. 171—175.

### На русском языке
- Первый поэт марийского народа. К 5-летию со дня смерти Герасимова-Микая // Марийская правда. — 1949. — 4 июля.
- За высокий идейно-художественный уровень марийской литературы // Марийская правда. — 1949. — 6 сентября.
- Марийская быль // Литературная газета. — 1951. — 8 февраля.
- Бережно растить молодых писателей // Молодой коммунист. — 1955. — № 11. — С. 95.
- Фольклорная традиция и реализм (к I съезду марийских писателей) // Литература и жизнь. — 1958. — 29 августа (совместно с К. Васиным).
- О марийской поэзии (доклад на I съезде писателей Марийской АССР) // Дружба (альманах). Кн. 12. — Йошкар-Ола: Маркнигоиздат, 1958. — С. 97—103.
- За боевую сатиру (заметки о марийской сатирической поэзии) // Марийская правда. — 1958. — 1 августа.
- Поэт-артист (к 50--летию со дня рождения Йывана Кырли) // Марийская правда. — 1959. — 10 марта.

- «Я — нестареющий поэт…»: о творчестве И. Осмина; Слово о нашем друге: о творчестве Г. Матюковского // Восхождение: литкературные портреты марийских писателей. — Йошкар-Ола, 1984. — С. 88—100; 169—181.

## Память

Здание Литературно-краеведческого музея им. Н. И. Казакова в д. Кутюк-Кинер Моркинского района Республики Марий Эл

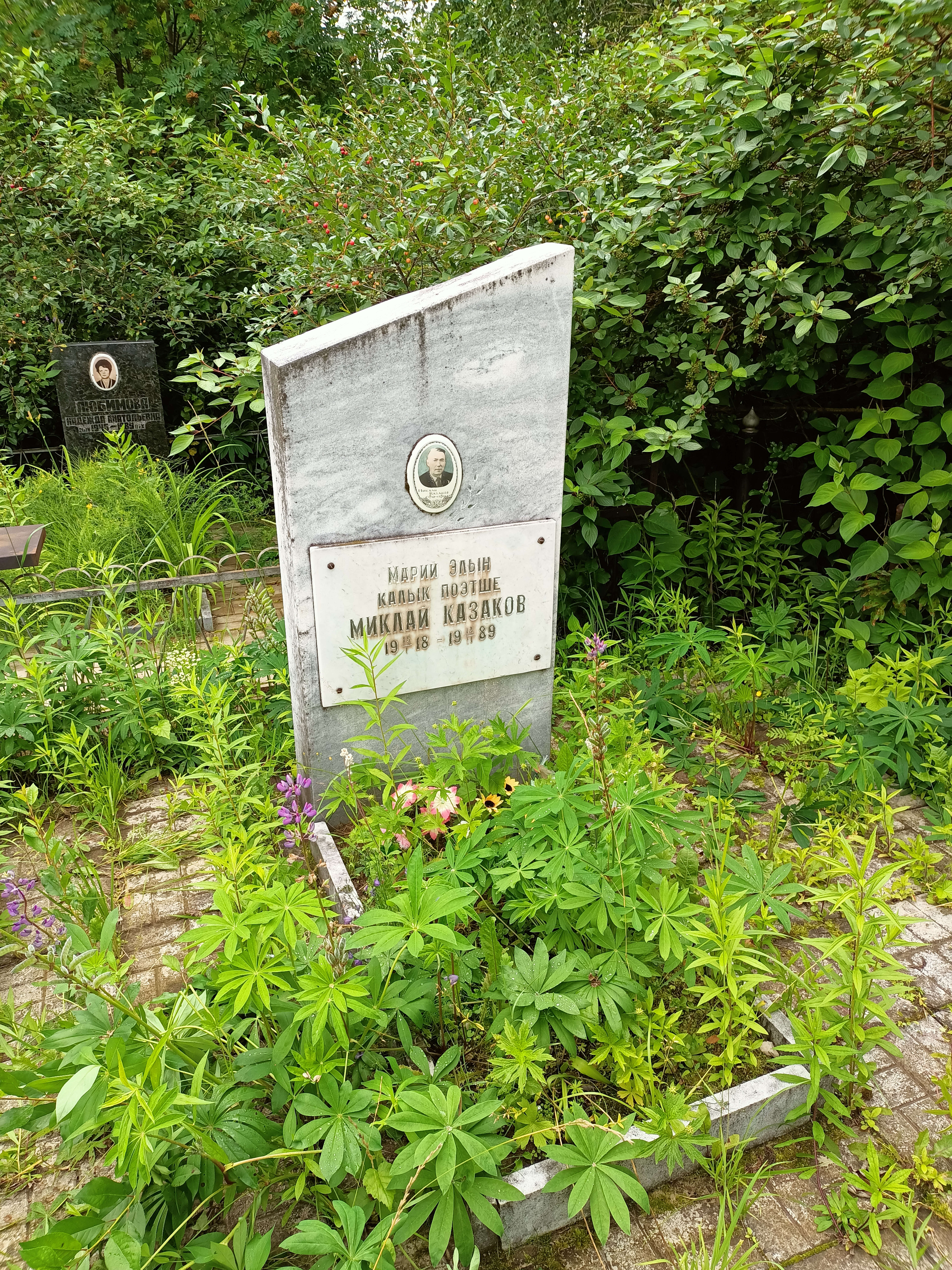
Могила народного поэта Марийской АССР Миклая Казакова на Туруновском кладбище (г. Йошкар-Ола)

- Могила народного поэта Марийской АССР Миклая Казакова на Туруновском кладбище (г. Йошкар-Ола)Именем поэта в д. Кутюк-Кинер названа улица.
- С 1995 года в д. Кутюк-Кинер работает Литературно-краеведческий музей имени Н. И. Казакова.
- Каждый год в Моркинском районе Марий Эл в январе в рамках празднования дня рождения поэта проводится конкурс чтецов «Казаковские чтения».
- В 1988 году марийский художник И. Михайлин написал графический портрет поэта[26].
- Поэт запечатлён среди марийских писателей на картине художника А. И. Бутова «Марийские писатели» (1969)[27][28].

## Звания и награды
- Сталинская премия третьей степени (1951) — за сборник стихов «Поэзия — любимая подруга» (1950)
- Народный поэт Марийской АССР (15 ноября 1960) — за заслуги в развитии советского искусства[29]
- Орден Трудового Красного Знамени (1951)
- Орден «Знак Почёта» (1965)
- Орден Отечественной войны II степени (06.04.1985)[7]
- Медаль «За оборону Москвы»
- Медаль «За победу над Германией в Великой Отечественной войне 1941—1945 гг.»
- Медаль «За доблестный труд в Великой Отечественной войне 1941—1945 гг.»
- Медаль «За трудовую доблесть»
- Почётная грамота Президиума Верховного Совета РСФСР (1978)
- Почётная грамота Президиума Верховного Совета Марийской АССР (1946, 1968, 1977)